# Nathaniel Clyne
Nathaniel Edwin Clyne (* 5. dubna 1991 Londýn) je anglický profesionální fotbalista, který hraje na pozici pravého obránce za anglický klub Crystal Palace FC. Mezi lety 2014 a 2016 odehrál také 14 utkání v dresu anglické reprezentace.

## Klubová kariéra
Clyne hrál v mládežnických týmech klubu Crystal Palace. V A-mužstvu působil od roku 2008.
V červenci 2012 přestoupil do Southampton FC, kde podepsal čtyřletou smlouvu.
V létě 2015 posílil Liverpool FC.

## Reprezentační kariéra
Nathaniel Clyne reprezentoval Anglii v mládežnických výběrech U19 a U21.
V A-mužstvu Anglie debutoval 15. listopadu 2014 na stadionu Wembley v Londýně v kvalifikačním zápase proti Slovinsku (výhra 3:1).

Pod vedením trenéra Roye Hodgsona se zúčastnil EURA 2016 ve Francii, kam se Anglie suverénně probojovala bez ztráty bodu z kvalifikační skupiny E.